# روز جهانی علم در خدمت صلح و توسعه
روز جهانی علم در خدمت صلح و توسعه (به انگلیسی: World Science Day for Peace and Development) توسط سازمان فرهنگی، علمی، آموزشی ملل متحد، یونسکو و شورای بین‌المللی علوم در سال ۲۰۰۱ پایه‌گذاری شد و ۱۰ نوامبر به این مناسبت نامگذاری شد.

## اهداف
- تأکید بر اهمیت به‌کارگیری علوم در فرایند توسعه کشورها و نیز کاهش شکاف میان علم و جامعه
- کوشش در جهت جلب توجه مردم نسبت به اهمیت نقش علم در جهت پیشرفت جهان
- بهره‌مند شدن آحاد مردم، بنا به تخصص و مهارت خود، از این روز[۱]